# Њу Винсор (Њујорк)
Њу Винсор (енгл. New Windsor) насељено је место без административног статуса у америчкој савезној држави Њујорк.

## Демографија
По попису из 2010. године број становника је 8.922, што је 155 (-1,7%) становника мање него 2000. године.
| Група             | 2000.         | 2010.         |
| Белци             | 7.229 (79,6%) | 5.740 (64,3%) |
| Афроамериканци    | 554 (6,1%)    | 1.038 (11,6%) |
| Азијати           | 128 (1,4%)    | 169 (1,9%)    |
| Хиспаноамериканци | 1.046 (11,5%) | 1.900 (21,3%) |
| Укупно            | 9.077         | 8.922         |